# Hidden Hills
Hidden Hills, fundada en 1961, es una ciudad ubicada en el condado de Los Ángeles en el estado estadounidense de California. En el año 2020 tenía una población de 1,725 habitantes y una densidad poblacional de 438,2 personas por km².

## Geografía
Hidden Hills se encuentra ubicada en las coordenadas 34°7′51″N 117°51′15″O / 34.13083, -117.85417. Según la Oficina del Censo, la ciudad tiene un área total de 4,28 km² (1,7 mi²), de la cual 4,28 km² (1,7 mi²) es tierra y 0 km² (0 mi²) (0%) es agua.

### Localidades adyacentes
El siguiente diagrama muestra a las localidades en un radio de 16 kilómetros (9,9 mi) de Hidden Hills.

## Demografía
Según la Oficina del Censo en 2007 los ingresos medios por hogar en la localidad eran de $200 000, y los ingresos medios por familia eran de más de $200 000. Los hombres tenían unos ingresos medios de $100 000 frente a los $41 667 para las mujeres. La renta per cápita para la localidad era de $94 096. Alrededor del 3,5% de la población estaban por debajo del umbral de pobreza.